# Fammi posto tesoro
Fammi posto tesoro (Move Over, Darling) è un film del 1963 diretto da Michael Gordon.
È il remake di Le mie due mogli (My favorite wife) di Garson Kanin del 1940 interpretato da Cary Grant. È stato realizzato recuperando la sceneggiatura del film, rimasto incompiuto, Something's Got to Give, interrotto l'anno prima a causa della morte di Marilyn Monroe.

## Trama
Durante un naufragio una donna scompare per riapparire 5 anni dopo, quando suo marito si è appena risposato. Ma il nuovo matrimonio non sarà consumato e i due coniugi ritorneranno insieme, non prima di essersi rinfacciati 5 anni di presunti tradimenti.

## Riconoscimenti
- 1964 - Golden Laurel com Top Musical 
  - Terzo posto